# امرأة المسافر عبر الزمان (مسلسل)
امرأة المسافر عبر الزمان (بالإنجليزية: The Time Traveler's Wife)‏ هو مسلسل خيال علمي دراما رومانسي مبني على رواية تحمل نفس الاسم. المسلسل من بطولة روز ليزلي، ثيو جيمس وديسمين بورغيس. عرض المسلسل على قناة إتش بي أو في 15 مايو 2022.

## روابط خارجية
امرأة المسافر عبر الزمان على موقع IMDb (الإنجليزية)
- امرأة المسافر عبر الزمان على موقع ميتاكريتيك (الإنجليزية)
- امرأة المسافر عبر الزمان على موقع روتن توميتوز (الإنجليزية)
- امرأة المسافر عبر الزمان على موقع كينوبويسك (الروسية)
- امرأة المسافر عبر الزمان على موقع ألو سيني (الفرنسية)
- امرأة المسافر عبر الزمان على موقع قاعدة بيانات الفيلم (الإنجليزية)